# HD 131664 b
HD 131664 b és un planeta extrasolar gasós o nana marró situat a la constel·lació de l'Au del Paradís que orbita l'estrella HD 131664, descobert el 2008 en virtut de la HARPS.